# ÖBB 2070
Die Reihe 2070 der Österreichischen Bundesbahnen (ÖBB) ist eine dieselhydraulische Verschublokomotive (in Deutschland Rangierlokomotive) mit der Radsatzfolge B’B’.
Die Lokomotiven dieser Baureihe, auch Hector genannt, wurden von Vossloh/MaK mit der Herstellerbezeichnung G 800 BB zwischen 2000 und 2004 gebaut.

## Geschichte
Gleichzeitig mit der Ausschreibung der neuen Streckendieselloks (Baureihe 2016) erfolgte die Ausschreibung von neuen Dieselloks für den Verschubdienst (Leistungsklasse B nach ÖBB-Definition).
Der Auftrag ging zunächst an Siemens AG Österreich, die diesen an die Vossloh Schienenverkehrsgesellschaft mbH übertrug. Die Firma Vossloh (vormals MaK) lieferte ab Jahresende 2000 sechzig solcher Dieselloks. Eine Option, die weitere dreißig Loks umfasste, wurde bereits eingelöst. Mit der vollständigen Inbetriebnahme der Baureihe 2070 wurden einige Nahverkehrszüge von Elektro- auf Dieseltraktion umgestellt.

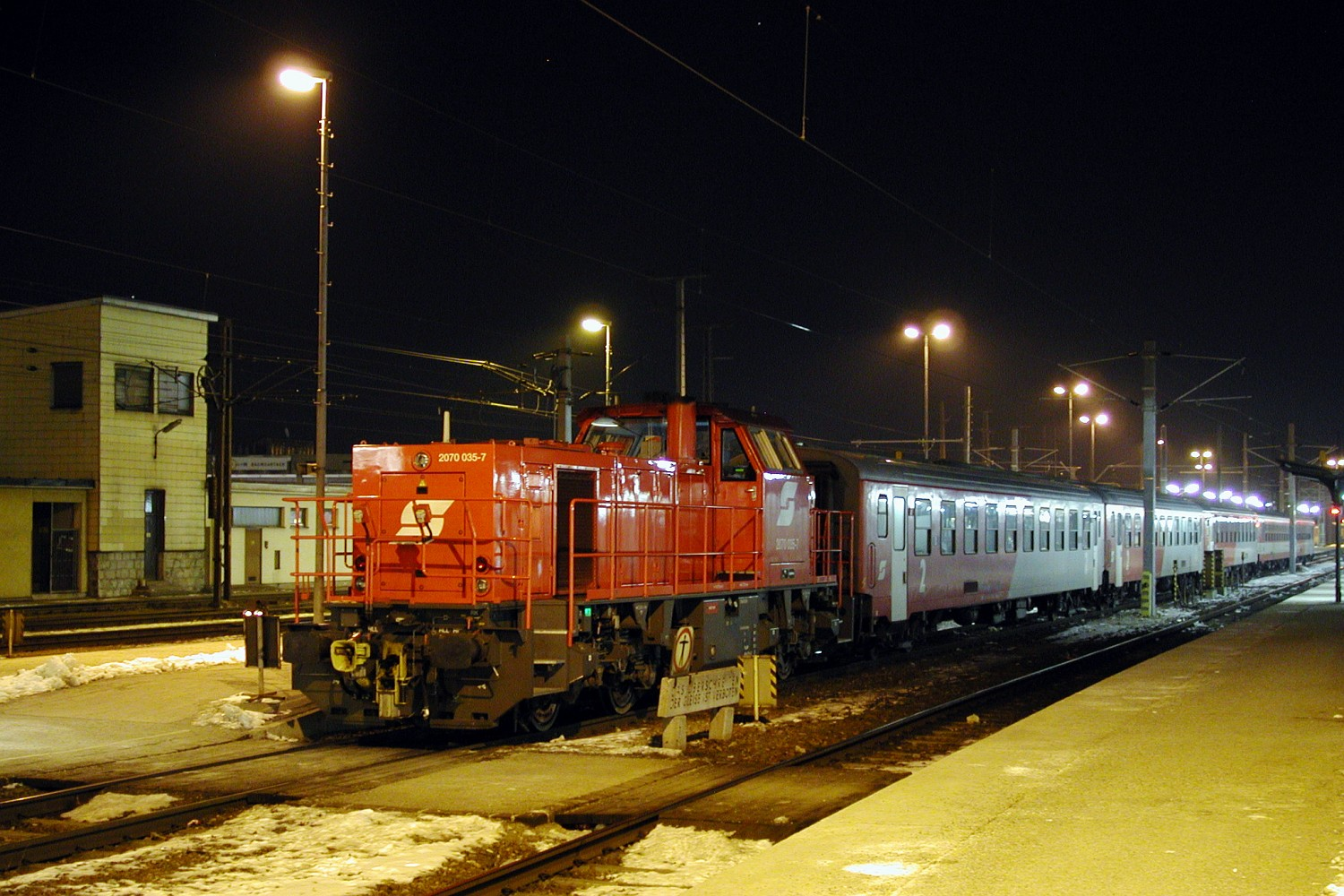
Die ÖBB 2070 035-7 stellt einen Wendezug in St. Pölten Hbf bereit, Februar 2003
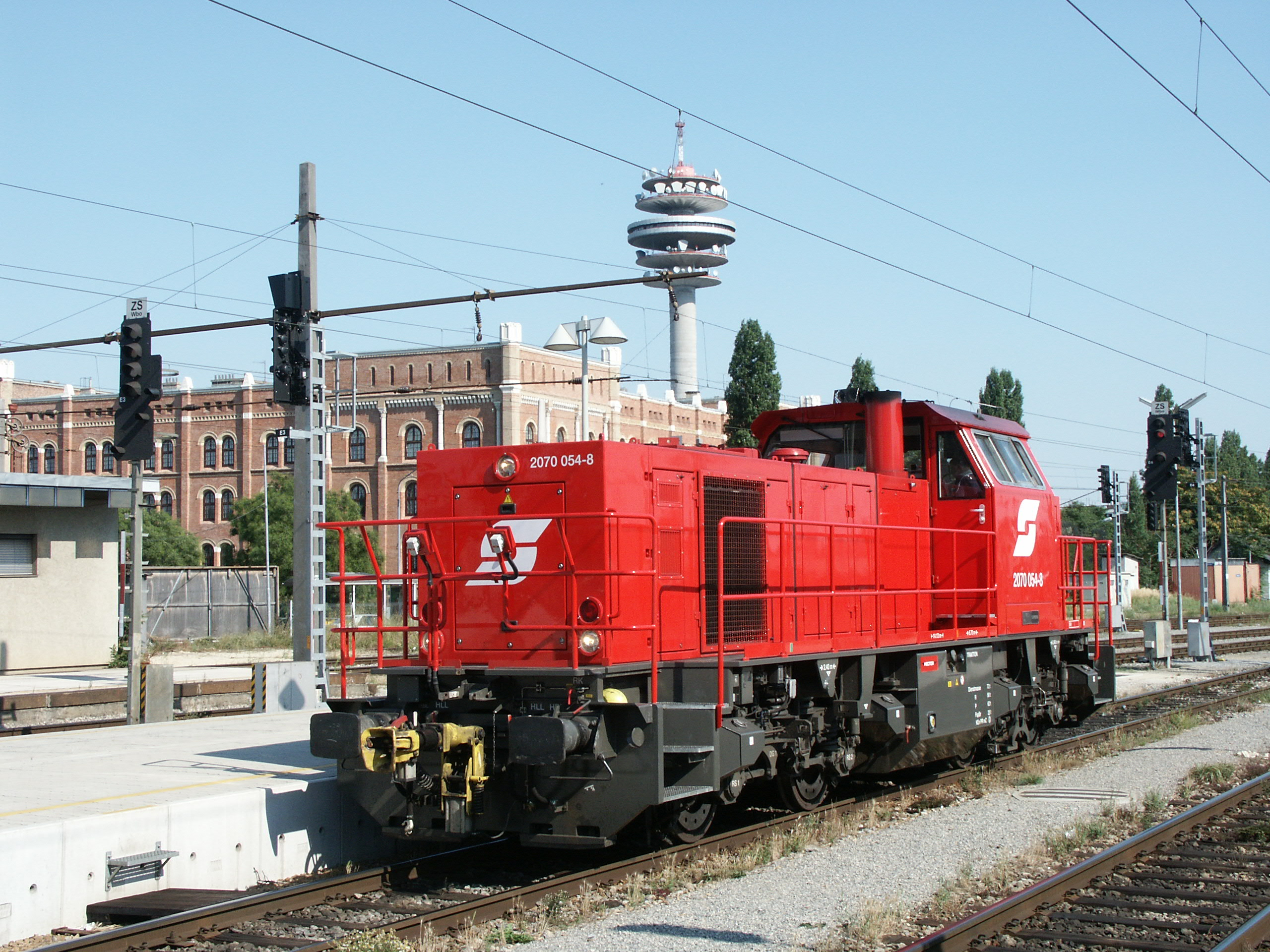
ÖBB 2070 054, damals noch mit Pflatsch am ehemaligen Wiener Südbahnhof Ost, August 2003
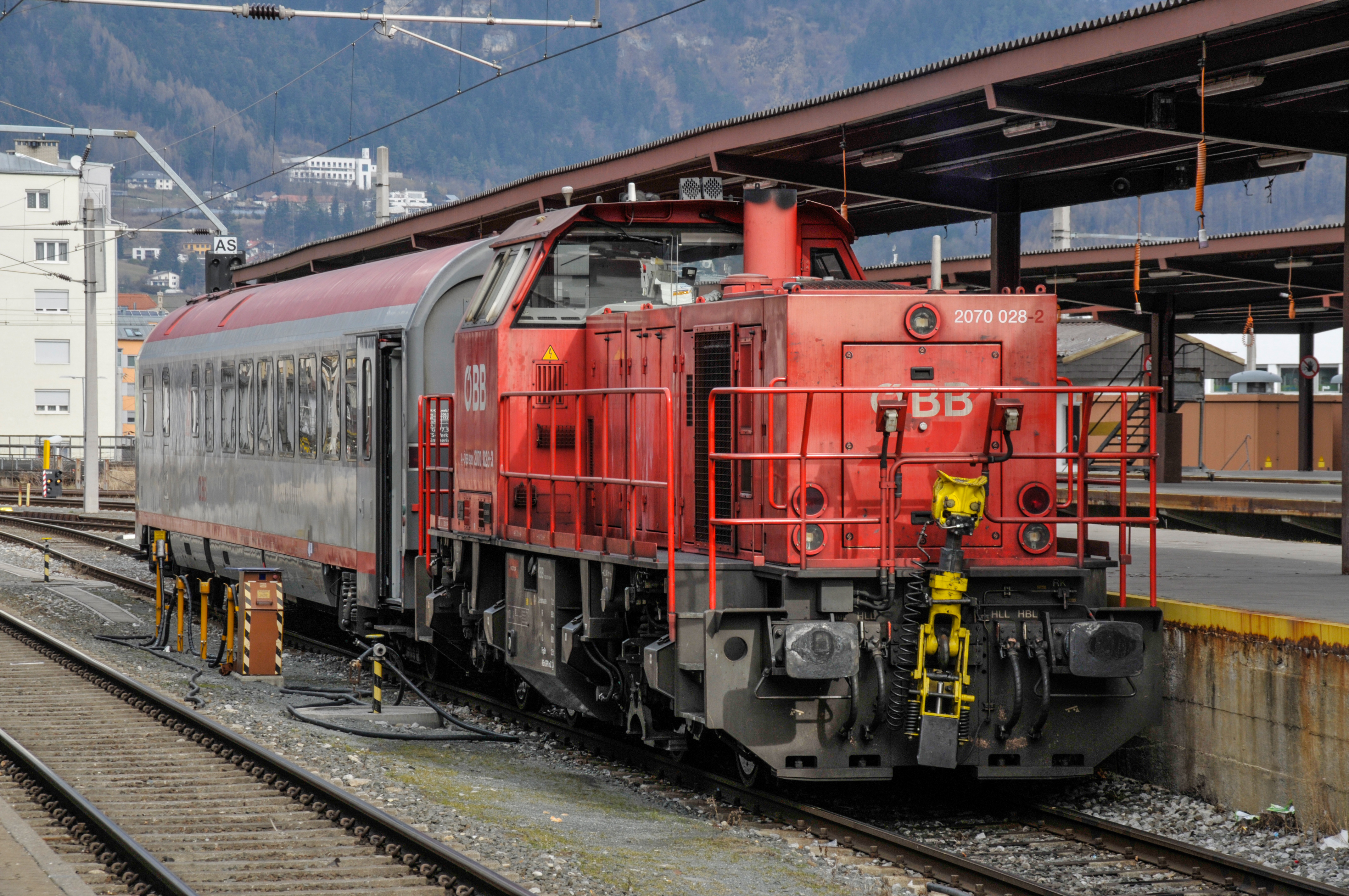
ÖBB 2070 028 rangiert einen Speisewagen im Hauptbahnhof Innsbruck, Februar 2014
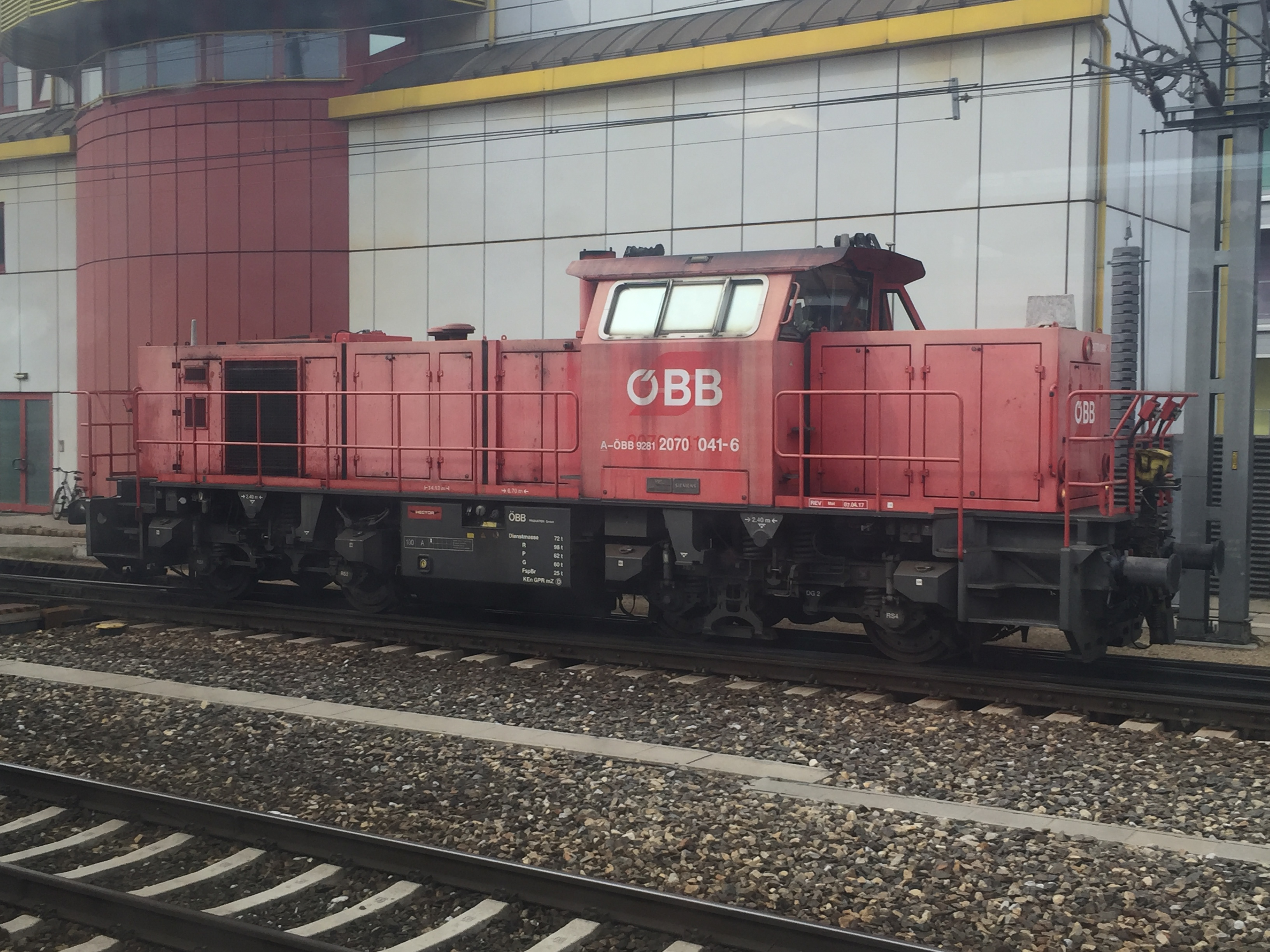
ÖBB 2070 041-6 am Hauptbahnhof St. Pölten, April 2019

## Konstruktion
Die Reihe 2070 ist eine Mittelführerstandslok. Die Loks sind modular aufgebaut und besitzen einen robusten Plattformrahmen, auf dem alle Hauptaggregate montiert sind. Die Vorbauten bestehen aus schmalen, einzeln abnehmbaren Hauben. Zur Vereinfachung von Wartungsarbeiten wurden Türen angebracht. An den vier „Lokecken“ sind jeweils geräumige Verschieberauftritte angebracht, die zugleich als Führerhauszugänge dienen. Das Führerhaus ist mit zwei diagonal versetzten Führerstandspulten ausgestattet; die großen Fensterscheiben erlauben eine optimale Aussicht. Die Loks besitzen sowohl eine gewöhnliche Schraubenkupplung als auch eine automatische Rangierkupplung. Die Drehgestelle sind MaK-Einheits-Drehgestelle, sie sind in geschweißter, kastenförmiger Hohlprofilbauweise hergestellt. Sie tragen mittels zwei Flexicoilfedern den gesamten Plattformrahmen. Die Zugkraftübertragung erfolgt über tiefliegende Zug-Druck-Stangen. Der Einbau von Schlingerdämpfern für höhere Geschwindigkeiten ist möglich.

## Technik

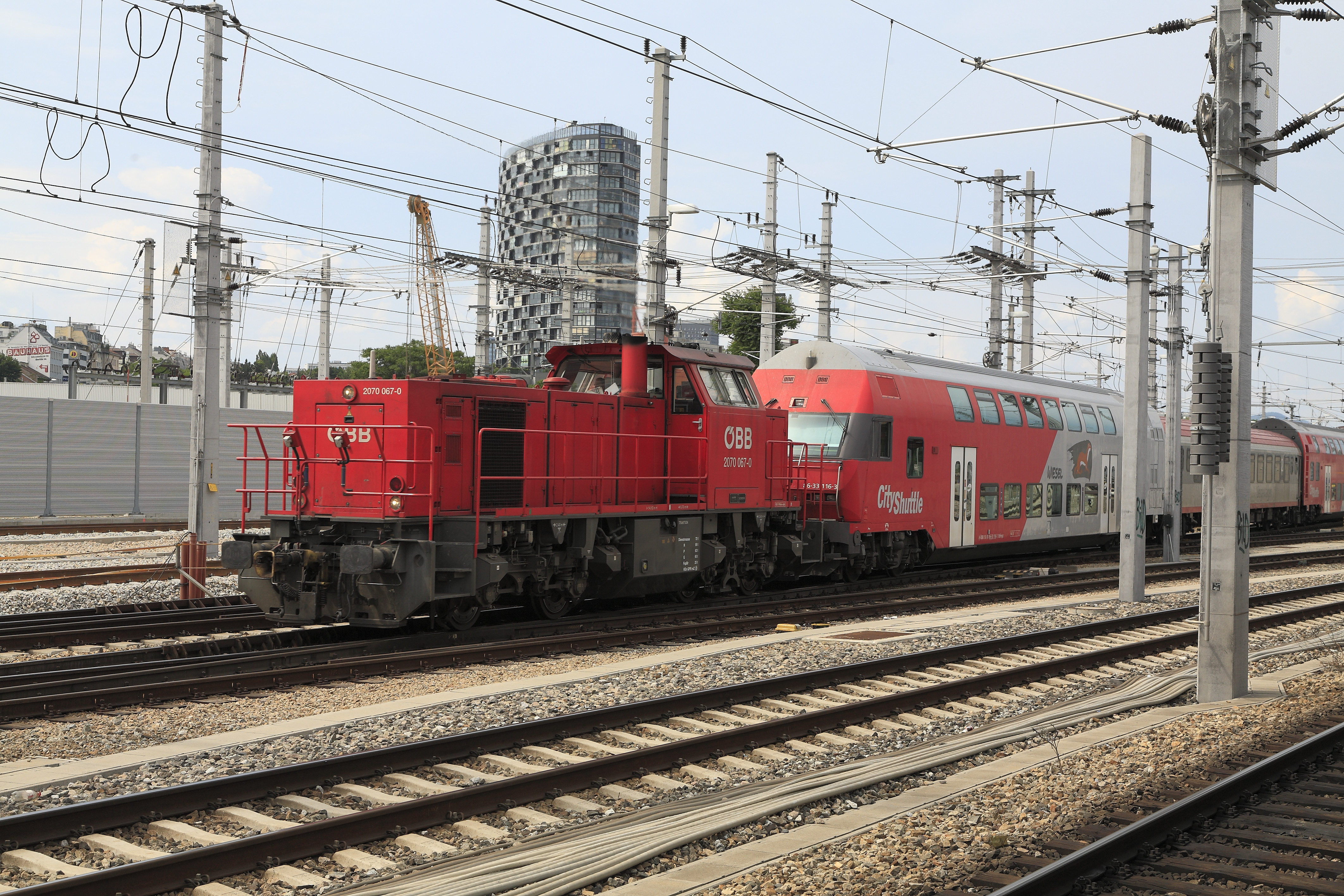
ÖBB 2070 067 mit Doppelstockwagen der ÖBB am Bahnhof Wien Matzleinsdorfer Platz, Mai 2012

Die Antriebsanlage befindet sich im längeren Vorbau. Sie setzt sich aus einem aufgeladenen 12-Zylinder-Caterpillar-Dieselmotor sowie aus dem zur Kraftübertragung benötigten Voith-Turbowendegetriebe samt den Gelenkwellen und dem Achsgetriebe zusammen. Das Getriebe verfügt über einen Strecken- und einen Rangiergang; das Umschalten kann nur im Stillstand erfolgen. Die Loks verfügen über eine direkte und eine indirekte Bremse sowie eine Feststellbremse. Alle Loks haben Sifa und PZB90, eine Funkfernsteuerung und eine Vielfachsteuerung.
Einige Lokomotiven erhielten zusätzliche Sonderausrüstungen:
- 2070.001 - 2070.010: Ampelsteuerung SBL-Funk für den Bereich Linz Stadthafen
- 2070.084 & 2070.085: VETAG-Anlage zum Einsatz auf Badner Bahn
- 2070.086 - 2070.090: Explosionsschutzbetrieb für den Betrieb auf den Werksbahnen der OMV in Schwechat

## Einsatz

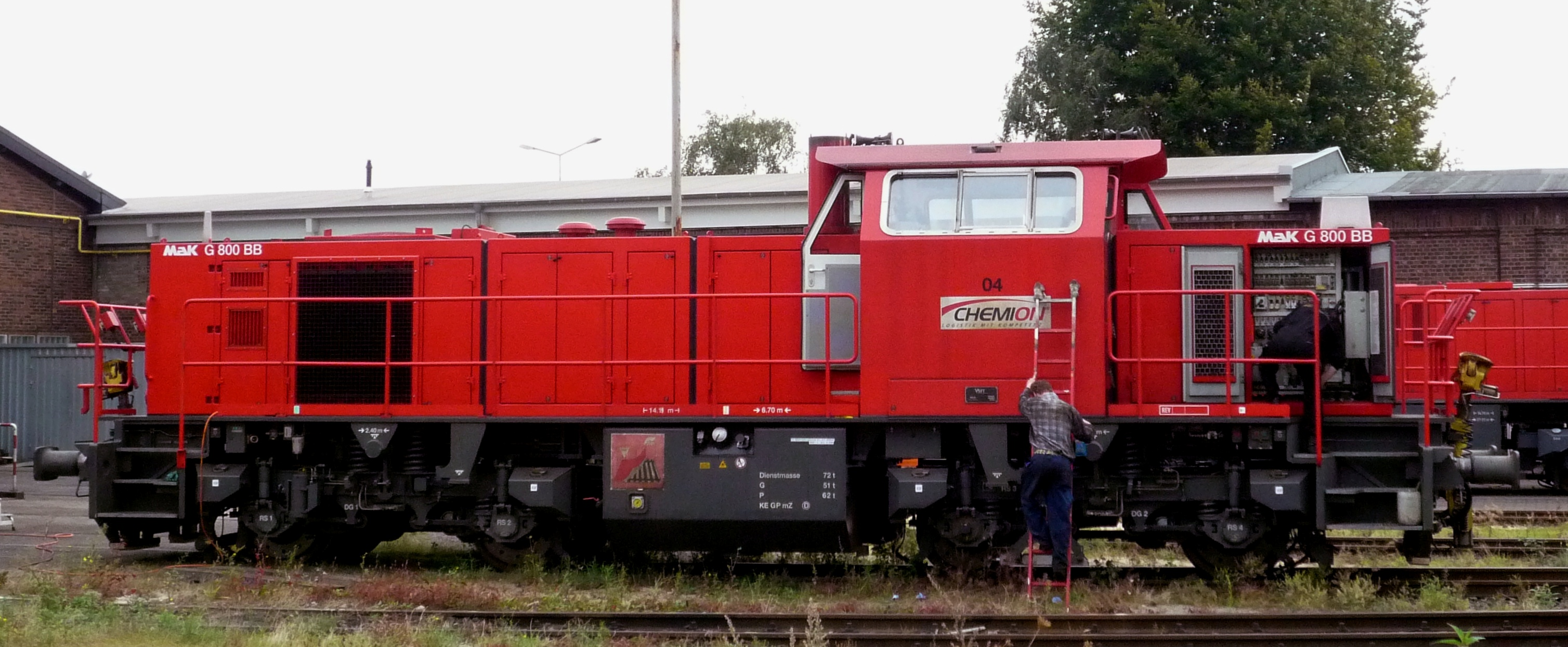
G 800 BB als „chemion 04“ bei Vossloh in Moers

Die Lokomotiven werden überwiegend im Verschub sowie im Güter- und Bauzugdienst eingesetzt. Sie lösten die bisher in diesem Bereich eingesetzten älteren Lokomotiven der Reihen 1040 und 2048 zur Gänze und die Baureihen 2060, 2062 und 2067 weitgehend ab. Die Loks wurden ursprünglich von drei Standorten aus eingesetzt: Wels, Wien (Ost und Süd) und St. Pölten; inzwischen sind sie auch in den Westen Österreichs vorgedrungen und erledigen Verschubaufgaben z. B. in den Verschiebe- und Frachtenbahnhöfen von Wörgl, Hall in Tirol und Innsbruck, wo sie die Reihe 2068 abgelöst haben, welche nun vorzugsweise in der Steiermark Verschubarbeiten erledigt. Selzthal ist der einzige Bahnhof in der Steiermark, wo die ÖBB 2070 zum Einsatz kommt.

## Vossloh G 800 BB
Neben den neunzig Loks für die ÖBB wurden sechs weitere Loks unter der Typbezeichnung G 800 BB gebaut. Diese Loks verblieben zunächst als Mietloks im Besitz von Vossloh. 2005 wurde eine dieser Loks an die Lenzing AG in Österreich verkauft. Im Jahr 2008 erwarb die Lenzing AG eine zweite G 800 BB von Vossloh.
Für die G 800 BB wurde im Deutschen Fahrzeugeinstellungsregister die Baureihennummer 92 80 1278 vergeben.